# Naohiro Išikawa
Naohiro Išikawa (* 12. květen 1981) je japonský fotbalista.

## Reprezentace
Naohiro Išikawa odehrál 6 reprezentačních utkání. S japonskou reprezentací se zúčastnil letních olympijských her 2004.

## Statistiky
| Japonsko | Japonsko | Japonsko |
| Roky     | Záp.     | Góly     |
| -------- | -------- | -------- |
| 2003     | 1        | 0        |
| 2004     | 1        | 0        |
| 2005     | 0        | 0        |
| 2006     | 0        | 0        |
| 2007     | 0        | 0        |
| 2008     | 0        | 0        |
| 2009     | 2        | 0        |
| 2010     | 1        | 0        |
| 2011     | 0        | 0        |
| 2012     | 1        | 0        |
| Celkem   | 6        | 0        |